# توالت سرپایی

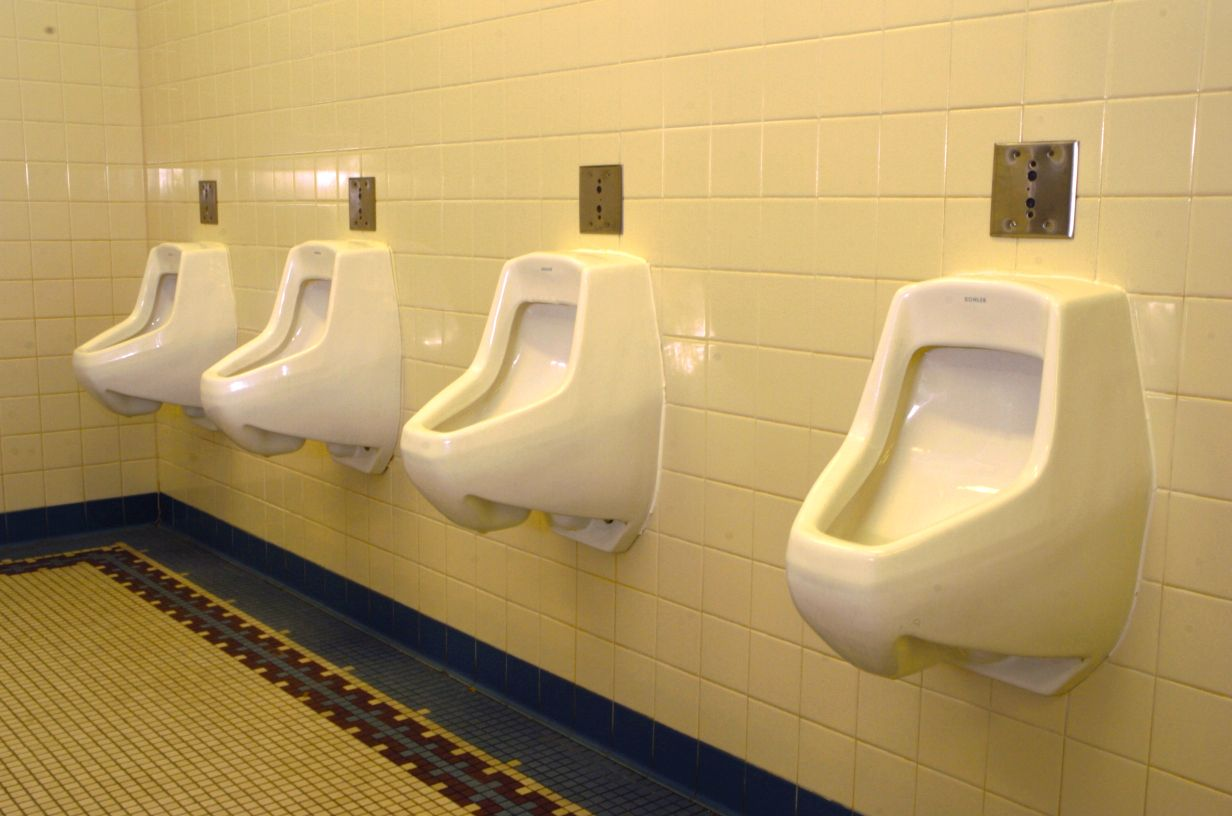
توالت سرپایی با سیفون اتوماتیک

توالت سرپایی یا دستشویی سرپایی نوعی از توالت است که مخصوص ادرار کردن می‌باشد. توالت سرپایی بر روی دیوار نصب می‌شود و دارای سیفون اتوماتیک یا دستی است.
توالت‌های سرپایی راه حل مناسبی برای توالت‌های عمومی شلوغ مردانه هستند چرا که استفاده از آنها سریع است، جای کمتری می‌گیرند و نیز در مصرف آب صرفه‌جویی می‌کنند. به‌عنوان‌نمونه، در ورزشگاه‌ها که در فرصت اندک بین زمان استراحت بازی، تماشاچیان زیادی باید ادرار نمایند، می‌تواند کاربرد داشته باشد.

توالت‌های سرپایی معمولاً ویژه مردان هستند چرا که به دلیل ساختار متفاوت بدن، زنان بایستی برای ادرار کردن در حالت نشسته یا نیمه نشسته باشند و نیز، به استثنای کسانی که زیر دامن لباس دیگری ندارند، مجبورند تا حدود زیادی لباس‌های خود را از تن خارج کنند. با این وجود در برخی مکان‌ها توالت‌های سرپایی ویژه زنان نیز نصب شده‌است.
برخی بر این باورند که سازندهٔ این دستگاه فردی آمریکایی به‌نام اندرو رانکین می‌باشد.